# Ковальов Геннадій Геннадійович
Ковальов Геннадій Геннадійович (рос. Ковалёв Геннадий Геннадиевич, 17 травня 1983, Кропоткін, Краснодарський край, Російська Радянська Федеративна Соціалістична Республіка) — російський боксер, призер чемпіонатів світу, чемпіон Європи серед аматорів.

## Аматорська кар'єра
Геннадій Ковальов займався боксом з дитячих років. Вже 2002 року вперше став чемпіоном Росії з боксу у легшій вазі. Того ж року стартував на чемпіонаті Європи, де завоював срібну медаль.
- В 1/8 фіналу переміг Жолта Бедак (Угорщина) — 21-11
- У чвертьфіналі переміг Бедрі Сінара (Туреччина) — RSCO 3
- У півфіналі переміг Алі Аллаба (Франція) — 23-12
- У фіналі програв Хаважи Хацигову (Білорусь) — 8-17

На чемпіонаті світу 2003 завоював срібну медаль.
- В 1/16 фіналу переміг Беріка Серікбаєва (Казахстан) — 21-6
- В 1/8 фіналу переміг Жолта Бедак (Угорщина) — 43-20
- У чвертьфіналі переміг Хаважи Хацигова (Білорусь) — 25-14
- У півфіналі переміг Баходира Султонова (Узбекистан) — 21-15
- У фіналі програв Агасі Мемедову (Азербайджан) — 8-17

На чемпіонаті Європи 2004 став чемпіоном.
- В 1/16 фіналу переміг Орхана Авді (Хорватія) — RSCO 2
- В 1/8 фіналу переміг Жолта Бедак (Угорщина) — 46-30
- У чвертьфіналі переміг Вальдемара Кукеряну (Румунія) — 46-30
- У півфіналі переміг Детеліна Далаклієва (Болгарія) — 38-18
- У фіналі переміг Алі Аллаба (Франція) — 52-28

На Олімпійських іграх 2004 переміг Маліка Бузіан (Алжир) — 23-20, а у чвертьфіналі програв Гільєрмо Рігондо (Куба) — 5-20.
Після Олімпійських ігор Геннадій Ковальов довго заліковував травму, сильно додавши у вазі. Тому після одужання він вирішив боксувати у першій напівсередній вазі і вже 2005 року став чемпіоном Росії в новій вазі, повторивши цей успіх і 2006 та 2007 року.
На чемпіонаті світу 2007 вдруге завоював срібну медаль.
- В 1/32 фіналу переміг Андрія Цирука (Білорусь) — 33-11
- В 1/16 фіналу переміг Маруфжона Файзулоєва (Таджикистан) — 24-10
- В 1/8 фіналу переміг Дьюла Кате (Угорщина) — 22-9
- У чвертьфіналі пройшов без бою Борис Георгієва (Болгарія)
- У півфіналі переміг Бредлі Сондерса (Англія) — 16-8
- У фіналі програв Серіку Сапієву (Казахстан) — 5-20

На Олімпійських іграх 2008 переміг Маймайтітуерсун Цюн (Китай) — 15-8 і Рішарно Колена (Маврикій) — 11-2, а у чвертьфіналі програв Роніелю Іглесіасу (Куба) — 2-5.